# 帕羅馬12
帕羅馬 12是位於摩羯座方向上的一個球狀星團，它處於銀河系的銀暈內。
它在國家地理學會－帕洛馬山天文台巡天調查中首度被羅伯特·喬治·哈靈頓和弗裡茨·茲威基在乾片中發現，它被歸類為球狀星團。但是茲威基相信它的本質是本星系群鄰近的一個矮星系。它是相對年輕的星團，年齡大約只有比銀河系中大多數球狀星團年輕約30%。它有豐富的金屬量，大約是[Fe/H] ~= -0.8。它的平均亮度是Mv = -4.48.。
基於自行的研究，這個集團在2000年被認為是在1.7億年前從人馬座矮橢球星系捕獲的。現在，一般認為它是人馬座矮星系的成員之一  (Cohen 2004, Sbordone et al. 2006)。估計它的年齡為6.5億歲。

## 外部連結
- Simbad reference data
- SEDS: Palomar 12, Capricornus Dwarf
- WikiSky上关于帕羅馬12的内容：DSS2, SDSS, GALEX, IRAS, 氢α, X射线, 天文照片, 天图, 文章和图片